# Rob Jones (koszykarz)
Rob Jones (ur. 22 stycznia 1989 w San Francisco) – amerykański koszykarz grający na pozycji niskiego lub silnego skrzydłowego. Brązowy medalista Polskiej Ligi Koszykówki w sezonie 2012/2013 i wicemistrz Dominikany z 2014 roku.
W latach 2007–2009 koszykarz występującego w dywizji I NCAA USD Torreos, a w latach 2010–2012 grającego w tych samych rozgrywkach Saint Mary’s Gaels. Od września 2012 roku był koszykarzem Stelmetu Zielona Góra, z którego w lutym 2013 roku odszedł do AZS Koszalin. W barwach zespołu z Koszalina zdobył brązowy medal rozgrywek Polskiej Ligi Koszykówki.
W sierpniu 2013 roku został zawodnikiem greckiego klubu Panelefsiniakos B.C.. Po zakończeniu sezonu 2013/2014 w lidze greckiej, w maju 2014 roku został zawodnikiem dominikańskiego klubu Titanes del Licey, z którym zdobył wicemistrzostwo Dominikany za 2014 rok. Od lutego 2015 roku Jones jest koszykarzem portorykańskiego Brujos de Guayama.